# Goodenia decurrens
Goodenia decurrens är en tvåhjärtbladig växtart som beskrevs av Robert Brown. Goodenia decurrens ingår i släktet Goodenia och familjen Goodeniaceae. Inga underarter finns listade i Catalogue of Life.